# LGP2
LGP2 (RIG-I-подобный рецептор 3) — рецептор группы RIG-I-подобных рецепторов, фермент хеликаза. Является регулятором двух других рецепторов группы RIG-I и MDA5. Продукт гена человека DHX58.

## Функция
LGP2 является внутриклеточным рецептором опознавания паттерна, который участвует в антивирусном ответе системы врождённого иммунитета организма. У LGP2 отсутствует CARD-домен, который необходим для активации внутриклеточного сигнала, поэтому связывание рецептора с вирусным лигандом не индуцирует само по себе противовирусный клеточный ответ. Является регулятором двух других рецепторов группы RIG-I и MDA5, причём может как ингибировать их, так и активировать. Эффект может зависить от вируса и типа клетки. Ингибирование может происходить за счёт конкурентного связывания лиганда, что снижает количество вирусной РНК, доступной для RIG-I. Активация же возможна благодаря разворачиванию вирусной РНК либо удалению РНК-связанных белков, что облегчает распознавание вирусной РНК рецептором RIG-I. 
LGP2 участвует в иммунном ответе на такие вирусы, как поксвирусы, а также бактериальный патоген Listeria monocytogenes. 
LGP2 распознаёт одноцепочечные РНК и двуцепочечные РНК, причём преимущественно связывает 5'-трифосфорилированные двуцепочечные РНК.